# Мусульманский совет Великобритании
Мусульманский совет Великобритании (англ. Muslim Council of Britain) — одна из крупнейших ассоциаций мусульман Великобритании, основанная в 1997 году. Генеральный секретарь — Мухаммад Абдул Бари (с 2006 года).
В 2007 году были опубликованы результаты исследования, согласно которым каждый третий из 320 тысяч молодых мусульман выступает за введение в Британии законов шариата. 13 % молодых мусульман сказали, что поддерживают организацию «Аль-Каида». В связи с этим Мусульманский совет Великобритании был обвинён в плохой работе с молодёжью.